# Мария Ланкастерская
Мария Ланкастерская (англ. Mary of Lancaster; приблизительно 1320/21, Татбери, Стаффордшир, Королевство Англия — 1 сентября 1362, Алник, Нортумберленд, Королевство Англия) — английская аристократка, дочь Генри Плантагенета, 3-го графа Ланкастера, жена Генри Перси, 3-го барона Перси.

## Биография
Мария Ланкастерская принадлежала к младшей ветви английской королевской династии Плантагенетов. Она была вторым ребёнком и старшей дочерью Генри Плантагенета, 3-го графа Ланкастера и 3-го графа Лестера, внука короля Генриха III, от брака с Матильдой (Мод) де Чауорт; всего в этом браке родились шесть дочерей и один сын. Мария родилась примерно в 1320 или 1321 году. В сентябре 1334 года её выдали за Генри Перси, старшего сына 2-го барона Перси и Идонеи Клиффорд, ставшего в 1352 году 3-м бароном Перси.
В браке Марии Ланкастерской и Генри Перси родились:
- Генри Перси (10 ноября 1341 — 19 февраля 1408), 4-й барон Перси в 1368—1405 годах, 1-й граф Нортумберленд в 1377—1405 годах, король острова Мэн в 1399—1405 годах[1];
- Томас Перси (около 1343 — 23 июля 1403), 1-й граф Вустер с 1397 года, адмирал Англии с 1399 года[1][2];
- Матильда (Мод) Перси, жена Джона де Саутери (1364/1365 — после 1383), внебрачного сына короля Эдуарда III и Элис Перрерс.

Баронесса умерла 1 сентября 1362 года. Через три года Генри Перси женился во второй раз — на Джоан Орреби.